# Telma Gurgel
Telma Lúcia de Azevedo Gurgel (Macapá, 2 de maio de 1955) é uma empresária  e política brasileira. É deputada estadual do Amapá pelo Podemos, mas foi eleita pelo PRP.

## Carreira política
Foi eleita deputada estadual do Amapá em 2010, mas não foi reeleita em 2014, quando era filiada ao PRB. Em 2018, foi eleita por segundo mandato pelo PRP, que depois incorpora-se ao Patriota.
Foi candidata a vice-prefeita de Macapá na chapa de Roberto Góes no ano de 2012. Ambos foram derrotados.

## Vida pessoal
É mãe do deputado federal Vinícius Gurgel e do empresário Hildegard Gurgel, casado com a deputada federal Aline Gurgel.